# Heterosignum otsuchiensis
Heterosignum otsuchiensis là một loài chân đều trong họ Paramunnidae. Loài này được Shimomura & Mawatari miêu tả khoa học năm 2002.